# Hassan Alavikia
Hassan Alavikia (en persan : حسن علوی کیا ; né le 1er décembre 1912 et mort le 20 avril 2013) est un général de l'armée impériale iranienne sous le règne de Mohammad Reza Pahlavi. Il est également l'un des cofondateurs de la SAVAK,.

## Jeunesse
Hassan Alavikia est né le 1er décembre 1912 à Hamedan, en Iran. Il est le fils aîné d'Abu Torab Alavikia, un propriétaire foncier. Hassan fait ses études primaires et secondaires au lycée Saint-Louis à Isfahan et Téhéran. En 1932, il entre à l'École militaire de Téhéran où, après deux ans, il obtient une licence avec le grade de sous-lieutenant. Il continuera ensuite ses études à l’université de Téhéran d'où il obtient sa licence de droit. Il parle couramment quatre langues : perse, français, anglais, et allemand.

## Politique
Il fut sous-directeur de la deuxième division du Bureau fédéral d'enquête de l'Armée de terre d'Iran (1949-1951). Il quitta la Deuxième Division en 1956 et devint chef adjoint des affaires intérieures de la SAVAK (1956-1961),,,,,. En 1962, il fut nommé chef de la division européenne du SAVAK, basée à Cologne, par Mohammad Reza Pahlavi (1962-1967),. Il se retira de l'armée en 1967, et puis lança avec succès des entreprises agricoles.

## Dernières années
En janvier 1979, il partit l'Iran avec sa femme pour rendre visite à ses filles à Paris, en France, où elles firent ses études à l'université américaine de Paris. Cependant, quelques jours après leur arrivée à Paris, la Révolution islamique commença en Iran, et ils ne purent pas y retourner. Il passa le reste de sa vie avec sa femme en exil à Paris et puis en Californie du Sud, où ses filles habitèrent avec leurs familles.

## Famille
Le 6 décembre 1956, le général épousa Jila Pourrastegar, la fille de Hossein Pourrastegar, un colonel de la Brigade cosaque persane, commandée par Reza Chah Pahlavi. Ils eurent trois filles: Tannaz, Golnaz, et Farnaz.

## Décès
Hassan meurt le 20 avril 2013 à La Jolla, en Californie, entouré par sa femme, ses trois filles, et ses cinq petits-enfants.